# Ilu-šumma
Ilu-šumma je jedním z prvních nám známých asyrských králů. Vládl někdy na konci 20. a možná i na začátku 19. století př. n. l., ale přesná data nejsou známa. Proslavil se hlavně svým tažením proti babylonskému králi Sumuabovi. Po jeho smrti panovali postupně dva jeho synové – Erišum I. a Ikúnum.